# Мирне (Чернігівський район)
Ми́рне — село в Україні, у Козелецькій селищній громаді Чернігівського району Чернігівської області. Населення становить 66 осіб. До 2016 орган місцевого самоврядування — Бригинцівська сільська рада. До 1961 року мало назву Святеньке.

## Історія
12 червня 2020 року, відповідно до розпорядження Кабінету Міністрів України № 730-р «Про визначення адміністративних центрів та затвердження територій територіальних громад Чернігівської області», увійшло до складу Козелецької селищної громади.
19 липня 2020 року внаслідок адміністративно-територіальної реформи та ліквідації Козелецького району село увійшло до складу Чернігівського району Чернігівської області.

## Населення

### Мова
Розподіл населення за рідною мовою за даними перепису 2001 року:
| Мова       | Кількість | Відсоток |
| ---------- | --------- | -------- |
| українська | 99        | 100%     |